# Ironman Copenhagen
KMD IRONMAN Copenhagen er et internationalt triathlon sportsstævne på Ironman-distancen i og omkring København. Stævnet har en unik placering midt i en international storby som København og tiltrækker op i mod 200.000 tilskuere. Over årenes løb er mængden af udenlandske deltagere øget og i 2015 var 51 % af deltagerne fra udlandet.
Det første triathlon under Ironman Copenhagen navnet blev afholdt den 18. august 2013. Den næste er planlagt afholdt i august 2026.

## Historie
Stævnet er en fortsættelse af det fra år 2010 tilsvarende Challenge Copenhagen stævne, men er omnavngivet (eng. re-branded) og nu officielt kvalificerende til Ironman-verdensmesterskabet IRONMAN World Championship på Kailua-Kona, Hawaii. Arrangøren (YWC Sports ApS) der hidtil har haft dansk licens til at afholde triathlon stævner i Challenge-serien blev den 25. juni 2013 købt af World Triathlon Corporation og oplyste på en pressekonference den 2. juli 2013 at triathlonstævnet i København herefter vil arrangeres som Ironman Copenhagen.

### Challenge Copenhagen
Challenge Copenhagen afholdtes første gang 15. august 2010 i København og Nordsjælland og efter sigende det første internationale triathlon der afholdtes omkring en hovedstad. Disciplinen var en Ironman og svømmedelen (3,8 km) blev afholdt i Amager Strandpark, cykeldelen (180 km) på en rute op ad Strandvejen og ned ad Kongevejen og marathonløbet (42,2 km) på en rute omkring havnefronten i København.
To eller tre personer kunne deles om at være svømmer, cykelrytter og løber. Disse stafethold kunne godt være af blandet køn.
Challenge Copenhagen var en del af Challenge-serien med søsterløb i Tyskland, Spanien, Frankrig og New Zealand. Quelle Challenge Roth er seriens hovedløb og verdens største langdistance triatlonstævne.
Organisationen (YWC Sports Aps) der havde dansk licens til og arrangerede triathlon under Challenge-serie navnet blev d. 25. juni 2013 købt af World Triathlon Corporation og oplyste på en pressekonference d. 2. juli 2013 at triathlon stævnet i København herefter vil arrangeres som KMD Ironman Copenhagen.
Felix Walchshöfe (CEO i Challenge Family) oplyste tillige i en pressemeddelelse 2. juli 2013, at de afbryder licens-kontrakten med YWC Sport Aps selvom der to år tilbage.

#### Skifteområder
Da skifteområderne for svømning-cykling (T1) og cykling-løb (T2) var fysisk adskilte, anvendte atleterne et system af farvede tasker til deres sportsudstyr.

## Rute
- Svømning (3,8 km) afholdes i Amager Strandpark,
- Cykling (180 km) køres på en rute op ad Strandvejen og ned ad Kongevejen,
- Marathonløb (42,2 km) på en rute omkring havnefronten i København.

## Vindere
Tabel for individuelle atleter som stillede op / gennemførte fuld Ironman, dvs. stafethold ikke inkluderet.
| År                                         | Antal atleter                       | Antal gennemførte                   | %                                   | Vindere - Mænd                      | Tid                                 | Vindere - Kvinder                   | Tid                                 |
| ------------------------------------------ | ----------------------------------- | ----------------------------------- | ----------------------------------- | ----------------------------------- | ----------------------------------- | ----------------------------------- | ----------------------------------- |
| Challenge Copenhagen 2010 (15. august)     | 1.528                               | 1.312                               | 85,86%                              | Tim Berkel                          | 8:07:39                             | Rebekah Keat                        | 8:54:36                             |
| KMD Challenge Copenhagen 2011 (14. august) | 1.807                               | 1.367                               | 75,65%                              | Tim Berkel                          | 8:11:15                             | Rebekah Keat                        | 8:52:42                             |
| KMD Challenge Copenhagen 2012 (12. august) | 1.869                               | 1.393                               | 74,53%                              | Aaron Farlow                        | 8:20:09                             | Camilla Pedersen                    | 9:12:27                             |
| KMD IRONMAN Copenhagen 2013 (18. august)   | 2.027                               | 1.789                               | 88,26%                              | Jens Petersen-Bach                  | 8:12:41                             | Eva Wutti                           | 8:37:36                             |
| KMD IRONMAN Copenhagen 2014 (24. august)   | 2.882                               | 2.367                               | 82,13%                              | Henrik Hyldelund                    | 8:03:39                             | Daniela Ryf                         | 8:53:33                             |
| KMD IRONMAN Copenhagen 2015 (23. august)   | 2.756                               | 2.236                               | 81,13%                              | Guilherme Valenza Manocchio         | 8:14:56                             | Michelle Vesterby                   | 8:59:49                             |
| KMD IRONMAN Copenhagen 2016 (21. august)   | 2.841                               | 2.259                               | 79,51%                              | Patrik Nilsson                      | 7:49:18                             | Katrine Meldgaard                   | 9:37:53                             |
| KMD IRONMAN Copenhagen 2017 (20. august)   | 3.018                               | 2.443                               | 73,39%                              | Pedro Jose Bastida Andujar          | 8:33:25                             | Michelle Vesterby                   | 9:00:19                             |
| KMD IRONMAN Copenhagen 2018 (19. august)   | 2.638                               | 2.237                               | 84,79%                              | Cyril Viennot                       | 7:59:52                             | Christina Svejstrup                 | 9:00:00                             |
| KMD IRONMAN Copenhagen 2019 (18. august)   | 2.699                               | 2.159                               | 79,99%                              | Philipp Herber                      | 8:19:14                             | Anne Haug                           | 8:31:32                             |
| KMD IRONMAN Copenhagen 2020                | Aflyst grundet coronaviruspandemien | Aflyst grundet coronaviruspandemien | Aflyst grundet coronaviruspandemien | Aflyst grundet coronaviruspandemien | Aflyst grundet coronaviruspandemien | Aflyst grundet coronaviruspandemien | Aflyst grundet coronaviruspandemien |
| KMD IRONMAN Copenhagen 2021 (21. august)   | 1.447                               | 1.287                               | 88,94%                              | Cameron Wurf                        | 7:46:06                             | Jolien Lewyllie                     | 9:28:30                             |
| KMD IRONMAN Copenhagen 2022 (20. august)   | 2.226                               | 1.961                               | 88,10%                              | Benjamin Winkler                    | 8:19:20                             | Janette Dommer                      | 9:07:41                             |
| KMD IRONMAN Copenhagen 2023 (20. august)   |                                     |                                     |                                     |                                     |                                     |                                     |                                     |
| Ironman Copenhagen 2025 (17. august)       |                                     |                                     |                                     | Finn Große-Freese løbsrekord        | 7:27:34                             | Natasha Harris-White                | 9:02:14                             |

## Søsterløb
Der findes en række søsterløb i Ironman-serien heriblandt de tre nordiske søsterløb (70.3-løbene er den halve distance (70,3 miles)):
- KMD IRONMAN 70.3 Kronborg (Danmark)
- KMD 5150 Aarhus (ændres i 2016 fra KMD IRONMAN 70.3 Aarhus til den olympiske distance) (Danmark)
- Ironman Kalmar (Sverige)
- IRONMAN 70.3 Haugesund (Norge)

## Trivia
Tilmeldingerne til 2014-udgaven blev udsolgt efter kun 6½ time.